# علي سلمان (رياضي عراقي)
علي سلمان هو عداء منافس في ألعاب القوى ولاعب كرة سلة عراقي سابق. شارك في سباق 100 متر وسباق 200 متر للرجال في دورة الألعاب الأولمبية الصيفية عام 1948. كما مثل العراق في بطولة كرة السلة في دورة الألعاب الأولمبية.

## روابط خارجية
- علي سلمان على موقع الاتحاد الدولي لألعاب القوى (الإنجليزية)
- علي سلمان على موقع سبورتس رفرنس (الإنجليزية)
- علي سلمان على موقع أوليمبيديا (الإنجليزية)